# لويس بوينتي
لويس بوينتي (بالإسبانية: Luis Puente)‏ هو لاعب كرة قدم مكسيكي في مركز الهجوم، ولد في فبراير 2003 في مدينة كوليما في المكسيك.

## وصلات خارجية
- لويس بوينتي على موقع Soccerway.com (الإنجليزية)